# 北野大
北野 大（きたの まさる、1942年5月29日 - ）は、日本の化学者、教育者。
秋草学園短期大学学長。明治大学元教授。淑徳大学名誉教授。専門は環境化学、安全学。工学博士（東京都立大学 (1949-2011)、1972年、学位論文「光分解-ガスクロマトグラフィーの研究」）。日本分析化学会会員。所属事務所は三桂。
東京府東京市足立区出身（現在も在住）。淑徳大学人文学部表現学科教授、明治大学理工学部応用化学科教授を歴任。
明治大学校友会会長。

## 来歴
東京府東京市足立区出身。三男。兄に北野重一、弟にビートたけし（北野武） 、甥に北野篤、姪に北野井子がいる。
足立区立第四中学校、東京都立上野高等学校を経て、明治大学工学部工業化学科を卒業。もともとは英語を学びたく千葉大学文理学部英文科にも合格していたが、母親の命で明治大学工学部工業化学科に進んだ。
卒業後は大正製薬に入社し、研究部防虫課でワイパアなどの同社殺虫剤製品（現在は白元に部門譲渡）の品質改良などに従事した。その後、学者への道を目指して退職し、東京都立大学大学院工学研究科工業化学専攻修士課程に入学。1972年に博士課程修了。修了後はロッテの非食品部門に短期間勤務したが退社し、分析化学の専門家として、財団法人化学品検査協会（現：一般財団法人化学物質評価研究機構）に勤務する。財団法人化学品検査協会では主任研究員を務め、1994年に淑徳短期大学教授に就任。1996年から4年制として改組した淑徳大学国際コミュニケーション学部教授を経て、2006年から明治大学理工学部応用化学科専任教授に就任し、2013年3月で定年退職した。
江戸川区が2004年9月から運営する地域の学習機関 江戸川総合人生大学に設立準備段階から関わり、学長に就任、行政の生涯学習をテーマ関わる。
2013年4月からは淑徳大学総合福祉学部教授に就任。2014年4月からは淑徳大学人文学部表現学科教授に就任。
2017年4月に秋草学園短期大学の学長に就任。2019年7月明治大学校友会会長。

## タレント活動
弟の縁で大橋巨泉に見出され、1987年からタレント活動も行っている。大曰く、自分がテレビに出られるのは「弟の七光り」。
1987年10月、『関口宏のサンデーモーニング』のコメンテーターとしてテレビに初出演した。それが縁で関口宏事務所（現在の三桂）に所属する。『サンデーモーニング』に理系のコメンテーターが欲しいとして、関口宏が巨泉に相談したところ「たけしの兄貴がいい」として、この時は大ではなく長男の重一を推薦したが、スタッフの勘違いで大の方にオファーが来たという。
1988年8月に大橋巨泉司会の人気クイズ番組だった『クイズダービー』のレギュラーとなる。『クイズダービー』には、かつて長年務めた篠沢秀夫の後を引き継いで、第652回（1988年8月6日放送時）から第795回（1991年7月13日放送時）までの約3年間、5代目1枠のレギュラー解答者として出演した。それ以前にも第626回（1988年2月6日放送時）で、博士号に関係する出場者の大会に5枠のゲスト解答者として一度登場したことがあった。1992年12月19日の最終回（当初は篠沢が予定されていたが、病気のため代わりに北野が出演した）、2014年12月19日、2015年5月22日の復刻版でも1枠回答者として出演した。番組用に特に勉強することはなかったが、自分の専門分野のクイズだけは絶対に間違えないでおこうと、そこだけは頑張っていたと後に語っている。
『たけしの頭の良くなるテレビ』、『平成教育委員会』、『スーパークイズスペシャル』、『たけしの万物創世紀』、『たけしのニッポンのミカタ』などで、弟のたけしとは何度か共演している。
現在では『ひるおび!』や『Nスタ』にコメンテーターとして出演中である。
本人は、本業が疎かにならないように、本業の仕事のない時間だけタレント活動や講演会を行い、大学の授業は絶対に休まなかったと話している。

## 家族
北野武は実弟であり、北野篤は甥、北野井子は姪にあたる。兄の北野重一（1929年 - 2013年）は宇野製作所取締役営業本部長を務めた。また、次兄（夭折）と姉がいる。
愛称は「北野先生」の他、「まー兄ちゃん」「お兄さん」と呼ばれる。また、生前の大橋巨泉からは「まーちゃん」または「おおのペー」（北野大の逆読み）とも呼ばれていた。テレビ出演の際には、たけしと松村邦洋からは「兄貴」と呼ばれている。小さい頃は「大」と呼び捨てにされていた。兄弟の中で下から2番目であったので、上の兄弟の呼び方をそのままたけしが使ったためである。

## エピソード
弟同様、野球好きで清水隆行（元巨人・西武、外野手）のファン。
たけしが東京芸術大学大学院の教授に就任したため、兄弟揃って大学教授となっている。
たけしによると、学生時代に友人から借りた自動車を運転中にひき逃げしたことがあるという。
- 「人をひいた」と顔面蒼白で帰ってきたところ、母・さきは「もう寝ちゃいな。一日経っちまえば分かりゃしないんだから」と大に言い、たけしには「警察が来ても絶対言うな」と口止めをした。しばらくして顔面血だらけの父・菊次郎が「俺をひいて逃げていきやがった奴がいる!」と怒りながら帰ってきた。見ると菊次郎の自転車がペシャンコになっており、さきとたけしはそれで事情を察知し大笑いになったという。
- しかし、これは事実ではなく、たけし著『菊次郎とさき』新潮文庫版（2001年、新潮社、ISBN 978-4101225241）の北野執筆のあとがきによると、実際は、菊次郎が自転車に乗っているときに、どこかの会社の自動車の扉が開いてそれと接触したということである。大自身は今でも自動車免許を持っていない。

兄弟が全員独立した後、大の一家が両親と同居していた。
たけしの著書『菊次郎とさき』によると、大は兄弟の中で最もさきを恐れていたという。さきの告別式当日は雷が鳴るほどの荒天で「これはお袋が怒っているんだ」とビクビクしている姿を見た長兄・重一が「今の時期に雷が鳴るのは当たり前だ」と窘めたが、式の最中だけは雨も止んで空が晴れたため「やっぱりお袋は凄い、凄いよ」と驚嘆していた。

## 役職
- 経済協力開発機構環境委員会専門委員
- 国際海洋機構海洋汚染専門委員
- 経済産業省化学物質審議会委員
- 環境省中央環境審議会委員
- 残留性有機汚染物質に関するストックホルム条約専門委員
- 環境科学会理事
- 社団法人日本化学会委員
- 江戸川総合人生大学学長
- 環境省エコチル調査サポーター
- 所沢市上下水道事業運営審議会会長
- 明治大学校友会会長

## 受賞歴
- 2004年日本分析化学会技術功績賞
- 2006年環境科学会学会賞

## 著書

### 単著
- 『マー兄ちゃんの西の国から―世界おもしろ発見!!』（1988年、ワニブックス、ISBN 978-4847010620）
- 『なぜか、たけしの兄です』（1988年、主婦と生活社、／「TODAY BOOKS」版：1998年）
- 『いま、飲み水が恐ろしい!―果てしなく汚染されている“水”の新事実』（1991年、主婦と生活社）
- 『僕が「化学者」になった理由―マー兄ちゃん、教育・家族・環境を語る』（1994年、PHP研究所）
- 『世界おもしろ発見!―マー兄ちゃんの海外遊泳術』（1994年、PHP研究所、ISBN 978-4569566917）
- 『農薬・添加物 こうすれば安心して食べられる』（1995年、主婦と生活社、ISBN 978-4391117202）
- 『飲み水は、いま!』（1996年、研成社
- 『されど、たけしの兄です』（1998年、主婦と生活社
- 『いまだに、たけしの兄です』（2000年、主婦と生活社
- 『ドクター北野の地球なんでも好奇心』（2001年、日本放送出版協会
- 『北野家の訓え 強く、たくましく生きる』（2003年、PHPエル新書）
- 『教育のプロが語る 「できる子ども」は環境で決まる』（2005年、ダイヤモンド社、ISBN 978-4478970584）

### 共編著
- 『化学分析のしかた・考え方』（吉弘芳郎共編著、1982年、オーム社、
- 『人間・環境・地球―化学物質と安全性』（及川紀久雄共著、1994年、共立出版
- 『サラリーマン 自分づくりのすすめ―地球・ビジネス・社会・生活 環境への適合を目指す』藤江俊彦共著（1997年、産能大学出版部）
- 『リサイクル知恵袋』（石沢清史、松田美夜子、寄本勝美共著、1997年、中央法規出版、
- 『図解 地球環境にやさしくなれる本―ダイオキシンから環境ホルモン、温暖化まで、身近な環境問題のすべて』（監修、1998年、PHP研究所）
- 環境ホルモンを考える会編『環境ホルモンから家族を守る50の方法―今日から始める生活防衛マニュアル』（監修、1998年、かんき出版）
- 『さわやかかんきょうノート―環境汚染と健康障害』（大島明、井口泰泉、西岡一共著、1999年、ぱすてる書房）
- 『21世紀のライフスタイル』全3巻（上田広,松原健司,永江総宜,岩村沢也,淑徳大学国際コミュニケーション学部環境問題研究プロジェクト編、1999-2002年、研成社
- 図解 地球環境にやさしくなれる本―家電リサイクル法からダイオキシンまで、身近な環境問題を考える（監修、2001年、PHP研究所）
- 『資源・エネルギーと循環型社会』（編著 及川紀久雄,久保田正明共著、2003年、三共出版
- 『北野大とやさしく学ぶ面白バイテクゼミナール』（日野明寛,田部井豊共監修、2004年、旭屋出版）
- 『環境と生命』（及川紀久雄編著 久保田正明,川田邦明共著、2004年、三共出版）
- 『心に残る名詩・名歌・名句』（監修、2004年、主婦と生活社）
- 『人間・環境・安全―くらしの安全科学』（及川紀久雄共著、2005年、共立出版、ISBN 978-4320043756）
- 『環境と安全の科学―演習と実習』（及川紀久雄,保母敏行共編著、2007年、三共出版、ISBN 978-4782705384）
- 『安全学入門―安全の確立から安心へ（向殿政男,菊池雅史,小松原明哲,山本俊哉,松原健司共著、2009年、研成社）
- 『北野大vsビートたけしの新環境文化論 もったいないねこのバチ当たりめ!（ビートたけしと共著、2010年、あ・うん、ISBN 978-4901318976）
- 『低炭素社会と資源・エネルギー』及川紀久雄編著 篠原亮太共著　三共出版　2011
- 『なぜ、製品の事故は起こるのか 身近な製品の安全を考える 安全学入門 part2』向殿政男,小松原明哲,菊池雅史,山本俊哉,大武義人共著　研成社　2011

## メディア出演歴

### テレビ
- 北野大のえーコロジー・北野大の25世紀エコ田研究所（青森朝日放送）
- たけしの頭の良くなるテレビ（TBS）
- クイズダービー（TBS） 解答者（レギュラー期間は1988年8月6日 - 1991年7月13日、1992年12月19日の最終回にも登場）
- 関口宏のサンデーモーニング（TBS） コメンテーター
- ウォッチ!（TBS） コメンテーター
- マジカル頭脳パワー!! 解答者（日本テレビ）
  1. 1994年6月9日
  2. 12月22日
  3. 1995年3月2日
  4. 4月6日
  5. 20日
  6. 5月4日
  7. 6月15日
  8. 9月14日
  9. 21日
  10. 10月12日
  11. 12月14日
  12. 28日
  13. 1996年1月18日
  14. 2月1日
  15. 3月7日
  16. 14日
  17. 4月11日
  18. 5月9日
  19. 30日
  20. 6月27日
  21. 7月11日
  22. 8月15日
  23. 9月5日
  24. 12日
  25. 19日
  26. 10月10日
  27. 17日
  28. 11月7日
  29. 12月19日
  30. 1997年1月9日
  31. 5月15日
  32. 6月12日
  33. 10月23日
  34. 30日
  35. 1998年1月8日
  36. 1998年1月15日
  37. 1998年2月12日
  38. 1998年5月14日
  39. 1998年5月28日
  40. 1998年6月25日
  41. 1998年7月16日
  42. 1998年10月22日
- どっちの料理ショー（読売テレビ）　事務所の会長である関口宏と明治大学の後輩である三宅裕司が司会、北野も数回出演。
- タイムショック21（テレビ朝日） 解説（スペシャル版タイムショックを含む）
- 趣味悠々・デジタルカメラ入門（NHK教育テレビ）進行兼生徒（2005年4月 - 5月）
- 世界一受けたい授業（日本テレビ）「2時限目・社会 地球温暖化マー兄ちゃんの地球環境が目で見てわかる! 最新エコ・サイエンス」（2007年7月）
- ワイド!スクランブル 木曜コメンテーター（テレビ朝日）
- Nスタ コメンテーター（TBS）
- 月曜ドラマスペシャル「モモ子シリーズ6 芸者モモ子の復活」（TBS）
- ひるおび 隔週木曜コメンテーター（TBS）

### ラジオ
- 北野大の聴いて納得ゼミナール（ニッポン放送『高田文夫のラジオビバリー昼ズ』内）

### CM
- JARO（1995年）
- 公共広告機構（現：ACジャパン、1992年）因みに弟・武もACジャパンになった2009年と2025年にCM出演している。
- 地震保険（1997年）

## 北野大を演じた人物
- 寒河江幸弘（『菊次郎とさき』 2001年スペシャルドラマ版）
- 若葉竜也（子役・第1シリーズ）→村上雄太（少年時代・第2シリーズ）→平山広行（青年時代・第2、第3シリーズ） （『菊次郎とさき』 2003年連続ドラマ版）
- 松田洋治（『たけしくん、ハイ!』） - 北野に相当する西野秀二郎として。